# Juramento hipocrático

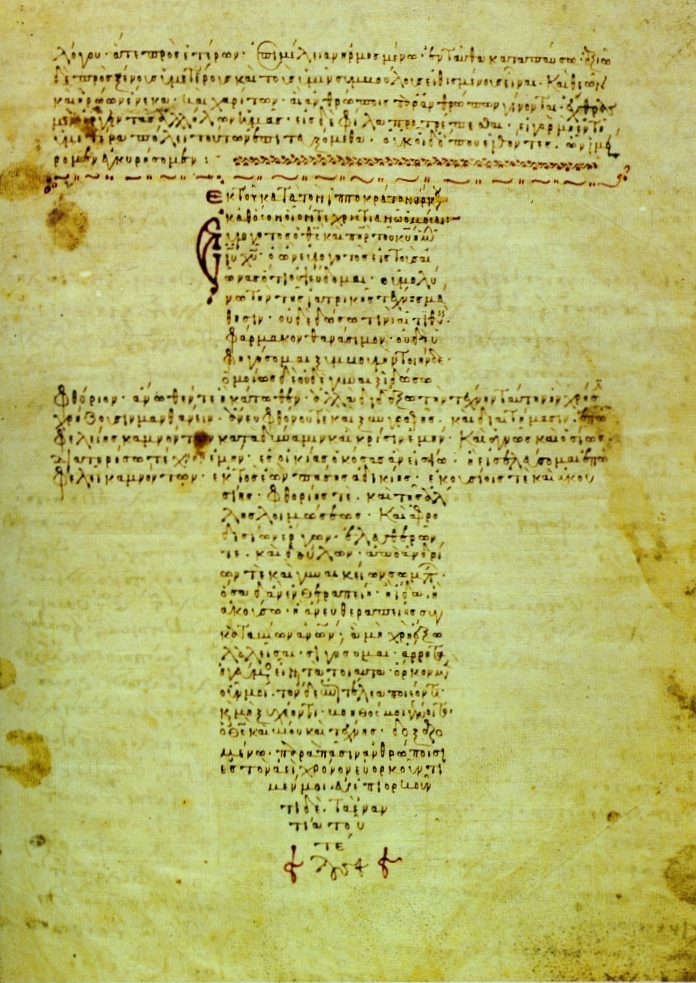
Manuscrito bizantino del siglo XI en el que está escrito el Juramento hipocrático en forma de cruz. Biblioteca Vaticana.

El juramento hipocrático es un compromiso ético en el ámbito de la medicina, que orienta al médico en la práctica de su profesión. En su forma original regula las obligaciones hacia el maestro y su familia, hacia los discípulos, hacia los colegas y hacia los pacientes. A partir del siglo XIX empezó a ser frecuente, se ha popularizado de forma universal, la realización de un juramento basado en un texto modernizado, inspirado por el antiguo, distinto según la escala de valores específica de cada tiempo y lugar.

## Historia
Durante casi 2 mil años la medicina occidental y la medicina árabe estuvieron dominadas teóricamente por una tradición que, remontándose al médico griego Hipócrates  adoptó su forma definitiva de la mano de Galeno, un griego que ejerció la medicina en la Roma imperial en el siglo II. Según la tradición, fue redactado por Hipócrates o un discípulo suyo. Lo cierto es que forma parte del corpus hipocraticum, y se piensa que pudo ser obra de los pitagóricos. Según Galeno, Hipócrates creó el juramento cuando empezó a instruir, apartándose de la tradición de los médicos de oficio, a aprendices que no eran de su propia familia. Los escritos de Galeno han sido el fundamento de la instrucción médica y de su práctica hasta el siglo XX.
A partir del Renacimiento, época caracterizada por la veneración de la cultura grecolatina, el juramento empezó a usarse en algunas escuelas médicas, y esa costumbre se ha ido ampliando, desde el siglo XIX, en algunos países, y desde la Segunda Guerra Mundial en otros, aunque es completamente ignorada en muchos. Aun cuando solo tenga en la actualidad un valor histórico y tradicional, allí donde se pronuncia, el tomarlo es considerado como un rito de pasaje o iniciación después de la graduación, y previo al ingreso a la práctica profesional de la medicina.
En el período clásico de la gran civilización griega sobresalió el arte de curar. Aunque seguía contemplando principios religiosos, la curación ya no estaba orientada por la magia, sino por lo clínico. En esa época se escribió el primer escrito ético relacionado con el compromiso que asumía la persona que decidía curar al prójimo; el compromiso del médico era actuar siempre en beneficio del ser humano, y no perjudicarlo.
El contenido del juramento se ha adaptado a menudo a las circunstancias y conceptos éticos dominantes de cada sociedad. El Juramento hipocrático ha sido actualizado por la Declaración de Ginebra de 1948. También existe una versión, muy utilizada actualmente en facultades de Medicina de países anglosajones, redactada en 1964 por el doctor Louis Lasagna

## Texto del juramento hipocrático
Traducción al español:

Juro por Apolo médico, por Asclepio, Higía y Panacea, por todos los dioses y todas las diosas, tomándolos como testigos, cumplir fielmente, según mi leal saber y entender, este juramento y compromiso:

Venerar como a mi padre a quien me enseñó este arte, compartir con él mis bienes y asistirles en sus necesidades; considerar a sus hijos como hermanos míos, enseñarles este arte gratuitamente si quieren aprenderlo; comunicar los preceptos vulgares y las enseñanzas secretas y todo lo demás de la doctrina a mis hijos y a los hijos de mis maestros, y a todos los alumnos comprometidos y que han prestado juramento, según costumbre, pero a nadie más.
En cuanto pueda y sepa, usaré las reglas dietéticas en provecho de los enfermos y apartaré de ellos todo daño e injusticia.
Jamás daré a nadie medicamento mortal, por mucho que me soliciten, ni tomaré iniciativa alguna de este tipo; tampoco administraré abortivo a mujer alguna. Por el contrario, viviré y practicaré mi arte de forma santa y pura.
No tallaré cálculos sino que dejaré esto a los cirujanos especialistas.
En cualquier casa que entre, lo haré para bien de los enfermos, apartándome de toda injusticia voluntaria y de toda corrupción, principalmente de toda relación vergonzosa con mujeres y muchachos, ya sean libres o esclavos.
Todo lo que vea y oiga en el ejercicio de mi profesión, y todo lo que supiere acerca de la vida de alguien, si es cosa que no debe ser divulgada, lo callaré y lo guardaré con secreto inviolable.

Si el juramento cumpliere íntegro, viva yo feliz y recoja los frutos de mi arte y sea honrado por todos los hombres y por la más remota posterioridad. Pero si soy transgresor y perjuro, avéngame lo contrario.

TEXTO ESCRITO EN GRIEGO:

Ὄμνυμι Ἀπόλλωνα ἰητρὸν, καὶ Ἀσκληπιὸν, καὶ Ὑγείαν, καὶ Πανάκειαν, καὶ θεοὺς πάντας τε καὶ πάσας, ἵστορας ποιεύμενος, ἐπιτελέα ποιήσειν κατὰ δύναμιν καὶ κρίσιν ἐμὴν ὅρκον τόνδε καὶ ξυγγραφὴν τήνδε.

Ἡγήσασθαι μὲν τὸν διδάξαντά με τὴν τέχνην ταύτην ἴσα γενέτῃσιν ἐμοῖσι, καὶ βίου κοινώσασθαι, καὶ χρεῶν χρηίζοντι μετάδοσιν ποιήσασθαι, καὶ γένος τὸ ἐξ ωὐτέου ἀδελφοῖς ἴσον ἐπικρινέειν ἄῤῥεσι, καὶ διδάξειν τὴν τέχνην ταύτην, ἢν χρηίζωσι μανθάνειν, ἄνευ μισθοῦ καὶ ξυγγραφῆς, παραγγελίης τε καὶ ἀκροήσιος καὶ τῆς λοιπῆς ἁπάσης μαθήσιος μετάδοσιν ποιήσασθαι υἱοῖσί τε ἐμοῖσι, καὶ τοῖσι τοῦ ἐμὲ διδάξαντος, καὶ μαθηταῖσι συγγεγραμμένοισί τε καὶ ὡρκισμένοις νόμῳ ἰητρικῷ, ἄλλῳ δὲ οὐδενί.
Διαιτήμασί τε χρήσομαι ἐπ' ὠφελείῃ καμνόντων κατὰ δύναμιν καὶ κρίσιν ἐμὴν, ἐπὶ δηλήσει δὲ καὶ ἀδικίῃ εἴρξειν.
Οὐ δώσω δὲ οὐδὲ φάρμακον οὐδενὶ αἰτηθεὶς θανάσιμον, οὐδὲ ὑφηγήσομαι ξυμβουλίην τοιήνδε. Ὁμοίως δὲ οὐδὲ γυναικὶ πεσσὸν φθόριον δώσω. Ἁγνῶς δὲ καὶ ὁσίως διατηρήσω βίον τὸν ἐμὸν καὶ τέχνην τὴν ἐμήν.
Οὐ τεμέω δὲ οὐδὲ μὴν λιθιῶντας, ἐκχωρήσω δὲ ἐργάτῃσιν ἀνδράσι πρήξιος τῆσδε.
Ἐς οἰκίας δὲ ὁκόσας ἂν ἐσίω, ἐσελεύσομαι ἐπ' ὠφελείῃ καμνόντων, ἐκτὸς ἐὼν πάσης ἀδικίης ἑκουσίης καὶ φθορίης, τῆς τε ἄλλης καὶ ἀφροδισίων ἔργων ἐπί τε γυναικείων σωμάτων καὶ ἀνδρῴων, ἐλευθέρων τε καὶ δούλων.
Ἃ δ' ἂν ἐν θεραπείῃ ἢ ἴδω, ἢ ἀκούσω, ἢ καὶ ἄνευ θεραπηίης κατὰ βίον ἀνθρώπων, ἃ μὴ χρή ποτε ἐκλαλέεσθαι ἔξω, σιγήσομαι, ἄῤῥητα ἡγεύμενος εἶναι τὰ τοιαῦτα.

Ὅρκον μὲν οὖν μοι τόνδε ἐπιτελέα ποιέοντι, καὶ μὴ ξυγχέοντι, εἴη ἐπαύρασθαι καὶ βίου καὶ τέχνης δοξαζομένῳ παρὰ πᾶσιν ἀνθρώποις ἐς τὸν αἰεὶ χρόνον. Παραβαίνοντι δὲ καὶ ἐπιορκοῦντι, τἀναντία τουτέων.

## Versión del juramento hipocrático de la Convención de Ginebra
Ha habido varios intentos de adaptación del juramento hipocrático a lo largo de la historia.
En 1948, se redactó un juramento hipocrático en la convención de Ginebra, con el texto siguiente:

En el momento de ser admitido entre los miembros de la profesión médica, me comprometo solemnemente a consagrar mi vida al servicio de la humanidad.

Conservaré a mis maestros el respeto y el reconocimiento del que son acreedores.
Desempeñaré mi arte con conciencia y dignidad. La salud y la vida del enfermo serán las primeras de mis preocupaciones.
Respetaré el secreto de quien haya confiado en mí.
Mantendré, en todas las medidas de mi medio, el honor y las nobles tradiciones de la profesión médica. Mis colegas serán mis hermanos.
No permitiré que entre mi deber y mi enfermo vengan a interponerse consideraciones de religión, de nacionalidad, de raza, partido o clase.
Tendré absoluto respeto por la vida humana.
Aun bajo amenazas, no admitiré utilizar mis conocimientos médicos contra las leyes de la humanidad.

Hago estas promesas solemnemente, libremente, por mi honor.

## Versión del juramento hipocrático de Louis Lasagna
Una versión del juramento muy utilizada actualmente, sobre todo en países anglosajones, es la versión redactada en 1964 por el Doctor Louis Lasagna, Decano de la Facultad de Medicina de la Universidad de Tufts. El texto, en su traducción al castellano, dice así:

Prometo cumplir, en la medida de mis capacidades y de mi juicio, este pacto.

Respetaré los logros científicos que con tanto esfuerzo han conseguido los médicos sobre cuyos pasos camino, y compartiré gustoso ese conocimiento con aquellos que vengan detrás.
Aplicaré todas las medidas necesarias para el beneficio del enfermo, buscando el equilibrio entre las trampas del sobretratamiento y del nihilismo terapéutico.
Recordaré que la medicina no sólo es ciencia, sino también arte, y que la calidez humana, la compasión y la comprensión pueden ser más valiosas que el bisturí del cirujano o el medicamento del químico.
No me avergonzaré de decir «no lo sé», ni dudaré en consultar a mis colegas de profesión cuando sean necesarias las habilidades de otro para la recuperación del paciente.
Respetaré la privacidad de mis pacientes, pues no me confían sus problemas para que yo los desvele. Debo tener especial cuidado en los asuntos sobre la vida y la muerte. Si tengo la oportunidad de salvar una vida, me sentiré agradecido. Pero es también posible que esté en mi mano el poder de tomar una vida; debo enfrentarme a esta enorme responsabilidad con gran humildad y conciencia de mi propia fragilidad. Por encima de todo, no debo jugar a ser Dios.
Recordaré que no trato una gráfica de fiebre o un crecimiento canceroso, sino a un ser humano enfermo cuya enfermedad puede afectar a su familia y a su estabilidad económica. Si voy a cuidar de manera adecuada a los enfermos, mi responsabilidad incluye estos problemas relacionados.
Intentaré prevenir la enfermedad siempre que pueda, pues la prevención es preferible a la curación.
Recordaré que soy un miembro de la sociedad con obligaciones especiales hacia mis congéneres, los sanos de cuerpo y mente así como los enfermos.

Si no violo este juramento, pueda yo disfrutar de la vida y del arte, ser respetado mientras viva y recordado con afecto después. Actúe yo siempre para conservar las mejores tradiciones de mi profesión, y ojalá pueda experimentar la dicha de curar a aquellos que busquen mi ayuda.
http://www.hospicepatients.org/modern-physicians-oath-louis-lasagna.html

## Versión actualizada del juramento hipocrático o promesa del médico
Conocida como "Declaración de Ginebra" fue adoptada por la Asociación Médica Mundial (AMM) en 1948 y ha sido revisada y enmendada en diferentes ocasiones (1968, 1983, 1994, 2005, 2006 y 2017). Este es el texto aprobado en octubre de 2017, en Chicago.

COMO MIEMBRO DE LA PROFESIÓN MÉDICA, PROMETO SOLEMNEMENTE:

DEDICAR mi vida al servicio de la humanidad;
VELAR ante todo por la salud y el bienestar de mis pacientes;
RESPETAR la autonomía y la dignidad de mis pacientes;
VELAR con el máximo respeto por la vida humana;
NO PERMITIR que consideraciones de edad, enfermedad o incapacidad, credo, origen étnico, sexo, nacionalidad, afiliación política, raza, orientación sexual, clase social o cualquier otro factor se interpongan entre mis deberes y mis pacientes;
GUARDAR Y RESPETAR los secretos que se me hayan confiado, incluso después del fallecimiento de mis pacientes;
EJERCER mi profesión con conciencia y dignidad,  conforme a la buena práctica médica;
PROMOVER el honor y las nobles tradiciones de la profesión médica;
OTORGAR a mis maestros, colegas y estudiantes el respeto y la gratitud que merecen;
COMPARTIR mis conocimientos médicos en beneficio del paciente y del avance de la salud;
CUIDAR de mi propia salud, bienestar y capacidades para prestar una atención médica del más alto nivel;
NO EMPLEAR mis conocimientos médicos para violar los derechos humanos y las libertades ciudadanas, ni siquiera bajo amenaza;

HAGO ESTA PROMESA solemne y libremente, empeñando mi palabra de honor.
https://wma.net/es/policies-post/declaracion-de-ginebra/